# Ajumako-Enyan-Essiam
Le district d’Ajumako-Enyan-Essiam est l’un des 13 districts de la Région du Centre (Ghana).